# Домжерицкое болото
Домжерицкое болото ― болото на западе Лепельского и севере Борисовского районов Республики Беларусь.

## Описание болота
Болото низинного (28 %), верхового (37 %), переходного (20 %), смешанного (9 %) типов в водосборе Березины. Отдельные урочища болота называются Окна, Глухая Быковка, Жилая Быковка, Свитая Лука, Длинный Остров, Козий Перескок, Конское, Павлово, Серый Остров и др. Площадь 10,9 тыс. га. Глубина торфа до 6,9 м, средняя 2,4 м, степень разложения низинного типа 28 %, верхового 23, переходного 25 %, зольность соответственно 9,9; 5; 6,4 %. Болото в естественном состоянии.

## Растительность
Занято лесом из сосны и берёзы. На севере преобладают осоки и сфагновые мхи. Подстилочным торфом занята треть болота, на отдельных участках есть сапропель. Встречаются песчаные гряды с елововым лесом.